# بوهونوویتسه (ناحیه سویتاوی)
بوهونوویتسه (به چکی: Bohuňovice) یک منطقهٔ مسکونی در جمهوری چک است که در ناحیه سویتاوی واقع شده‌است. بوهونوویتسه ۴٫۲۳ کیلومتر مربع مساحت و ۱۱۲ نفر جمعیت دارد و ۳۳۵ متر بالاتر از سطح دریا واقع شده‌است.